# Amnezja dziecięca
Amnezja dziecięca – w psychologii rozwoju i psychologii poznawczej, normalna rozwojowo niezdolność do przypomnienia sobie zdarzeń, które nastąpiły w początkowych latach życia człowieka. Z reguły obejmuje w dużej części co najmniej pierwsze dwa lata życia; wspomnienia osób dorosłych poprzedzające ok. dziesiąty rok ich życia są na ogół co najmniej wybiórcze. Zjawisko to dotyczy głównie werbalnej pamięci epizodycznej (czy wg innych koncepcji, np. pamięci autobiograficznej), a niekoniecznie zdolności przechowywania innego rodzaju informacji, np. skojarzeń emocjonalnych, które charakteryzują człowieka już od początku życia. Amnezja dziecięca, i rozwój pamięci autobiograficznej, są prawdopodobnie przynajmniej w części powiązane z indywidualnym rozwojem mowy, ponieważ – według badań – wzajemna komunikacja werbalna dziecka z opiekunem zdaje się sprzyjać zapamiętywaniu przez nie omawianych zdarzeń.
Pewne badania demonstrują, że dzieci są w stanie zapamiętywać zdarzenia od ok. pierwszego roku życia, jednak wspomnienia te słabną z czasem. Psychologowie nie ustalili jednoznacznie kiedy i jak przebiega amnezja dziecięca. Według niektórych definicji, wyznacza ją najwcześniejsze wspomnienie jakie da się przywołać – z reguły pochodzące z trzeciego lub czwartego roku życia, ze znaczącym rozrzutem sięgającym od osiemnastego miesiąca do ósmego roku życia.

## Wczesne badania
Pierwszy formalny opis amnezji dziecięcej pochodzi z artykułu Caroline Miles z 1893 r. Cztery lata później Henri i Henri opublikowali wyniki badania ankietowego, sugerujące że najwcześniejsze wspomnienia większości respondentów zdarzyły się między drugim a czwartym rokiem życia. Jedno z bardziej kontrowersyjnych wczesnych opracowań tematu, oraz jego obecnie stosowaną nazwę, zaproponował w 1910 r. Sigmund Freud w nurcie psychoanalizy, według której wczesne wspomnienia miały być wypierane ze względu na ich niestosowny, seksualny charakter – stanowiąc prekursor postulowanego przez niego mechanizmu histerii u dorosłych pacjentów. Od dekady 1960 Campbell i Spear, oraz inni badacze, rozwinęli opis amnezji dziecięcej od strony neurologicznej, behawioralnej i porównawczej.

## Proponowane wyjaśnienia

### Wyjaśnienia neuropsychologiczne
Jednym z możliwych wytłumaczeń zjawiska amnezji dziecięcej jest niedojrzałość rozwojowa układu nerwowego dzieci. Hipokamp i kora przedczołowa, dwa regiony mózgu grające ważną rolę w neuroanatomii pamięci, nie mają do ok. czwartego roku życia dojrzałej struktury. Uszkodzenia tych obszarów u osób dorosłych wywołują często zaburzenia amnestyczne. Wielu badaczy nie uznaje tego ogólnego wyjaśnienia za w pełni satysfakcjonujące, m.in. ponieważ pamięć długotrwała wydaje się już we wczesnym dzieciństwie funkcjonować wystarczająco dobrze by większa część wspomnień była zachowana. Część odpowiedzi na te wątpliwości stawia hipotezy wskazujące na szczegóły procesu neurogenezy postnatalnej.

### Rozwój mowy
Według koncepcji zwracających uwagę na znaczenie mowy w kodowaniu pamięci autobiograficznej, istnieje bezpośrednia korelacja pomiędzy okresem nabycia mowy a końcem amnezji dziecięcej. Język ma ułatwiać organizację i przechowywanie wspomnień. Według badań, rozmawianie z dziećmi o doświadczeniach sprawia, że zdarzenia te są lepiej zapamiętywane.

## Implikacje

### Zapomniane wspomnienia
Pomimo tego, że zdarzenia z pierwszych lat życia nie są z reguły dostępne w postaci werbalnej pamięci epizodycznej, mogą być pamiętane lub znaczące na inne sposoby. Badania, na przykład nad zjawiskiem torowania, demonstrują, że ludzie są zdolni kojarzyć bodźce na poziomie behawioralnym i emocjonalnym już od bardzo wczesnego wieku. Jest to szczególnie istotne dla zagadnień wczesnodziecięcej traumy, oraz bezpiecznego przywiązania. Jest to przedmiotem otwartej debaty, część badaczy sugeruje jednak, że wczesne doświadczenia traumatyczne mogą dodatkowo zaburzać formowanie pamięci werbalnej, ale pozostają zachowane na poziomie emocjonalnym.

### Fałszywe wspomnienia
Bardzo niewiele dorosłych osób posiada własne wspomnienia sprzed ok. drugiego roku życia. Odtwarzanie wspomnień jest obecnie rozumiane nie jako wierny, ale kreatywny i generatywny proces. Osoby które zgłaszają wcześniejsze wspomnienia z reguły nie są w stanie stwierdzić z dużą pewnością, w jakim stopniu opisują dokładny zapis własnych doświadczeń, a w jakim wyobrażoną rekonstrukcję opartą na wiedzy z późniejszych, często zewnętrznych relacji. Interpretowanie zapisów tego rodzaju boryka się z zagadnieniem fałszywych wspomnień. Badania zademonstrowały, że sama sugestia wyobrażenia sobie fikcyjnego zdarzenia może zrodzić u człowieka przekonanie, że miało ono w rzeczywistości miejsce. Przykładowo, obejrzenie przerobionych zdjęć z dzieciństwa uczestników jednego z eksperymentów miało sprawić, że połowa grupy badawczej nabrała przekonania, iż pamięta z tamtego okresu nieprawdziwe zdarzenie (lot balonem). W świetle takich wyników Amerykańskie Towarzystwo Psychologiczne zaleciło, aby – nie lekceważąc żadnych świadectw, zwłaszcza przy prawnych zarzutach o czyny o odrażającym moralnie charakterze – nie interpretować deklarowanych wspomnień sprzed drugiego roku życia bezkrytycznie.